# 石川 (北海道)

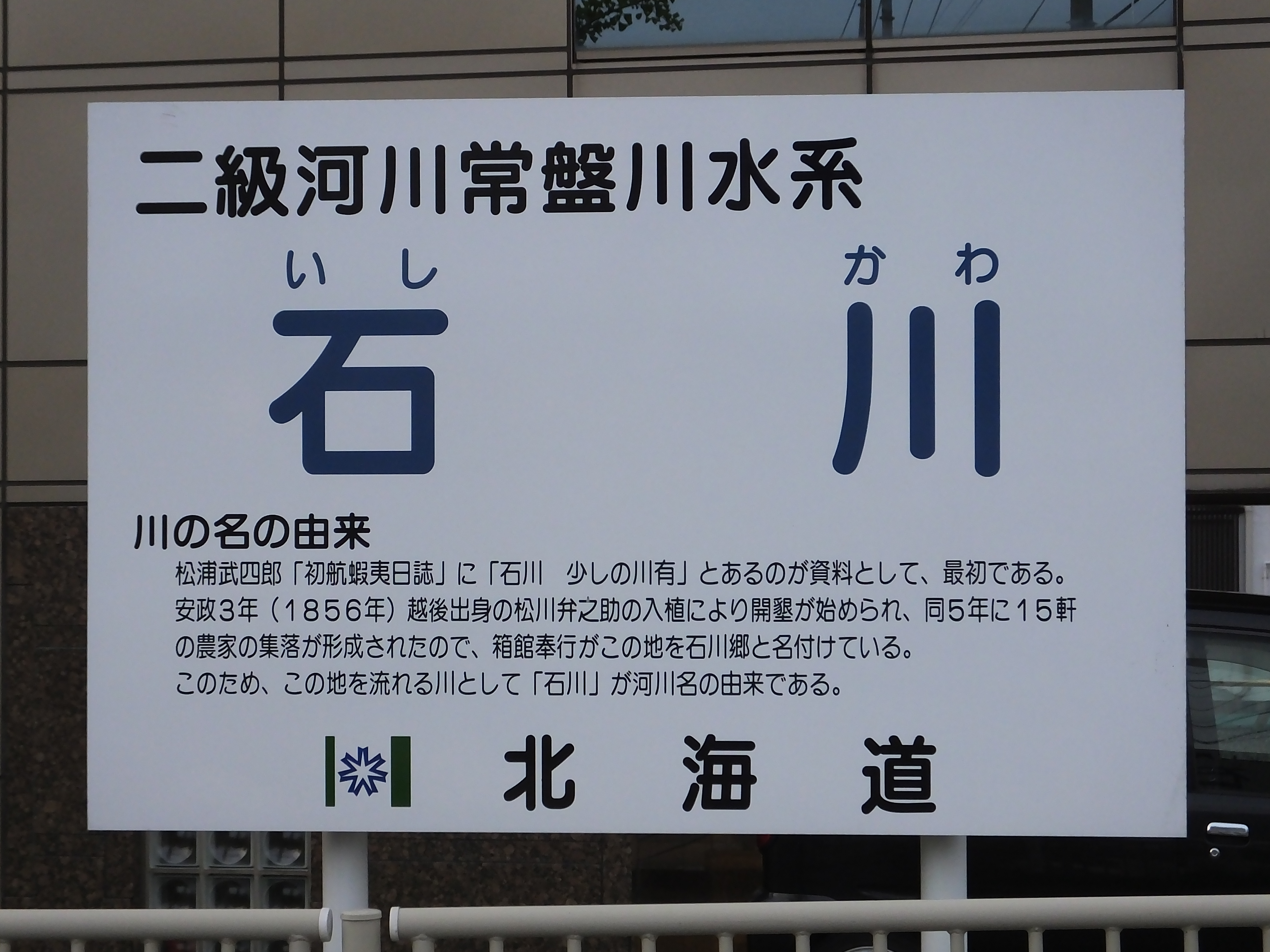
石川橋にある河川名標

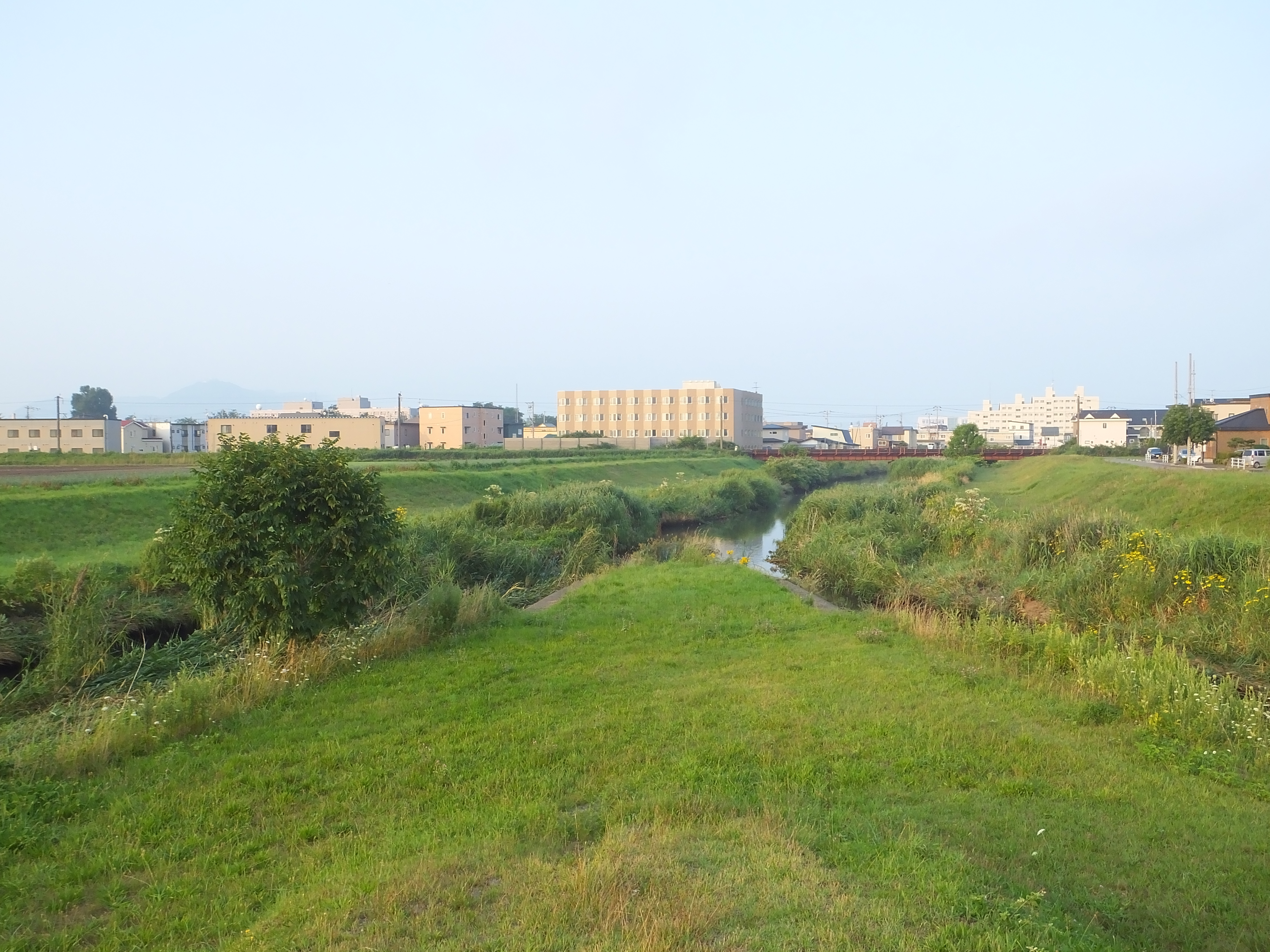
常盤川（右）に合流する石川（左）

石川（いしかわ）は、北海道函館市を流れる常盤川水系の二級河川。河川名は流域の開墾時の集落「石川郷」に由来する。河川名は松浦武四郎初航蝦夷日誌の中で使われたのが資料として最初である。その後現在の函館市にも石川という名の町は存在している。

## 地理
函館市亀田中野町付近の丘陵面に源を発し南西流する。丘陵部を過ぎ赤川石川線を越えると、石川町市街地の北部を流れる。石昭橋手前で北美原市街地を流れてきた中野川（二級河川）を合わせ、市街地を抜ける。JR函館本線を過ぎると西桔梗の工業地域となり、石川一号橋を越えるとすぐに常盤川へ合流する。本流の常盤川とは水源が程近いものの、一方で水源付近の標高は常盤川の倍以上であり、全体的に本流よりも規模が大きい。赤川石川線より下流3.77kmが二級河川に指定されている。
河道上流部はササを中心にミズナラ・ヤマグワ等が繁茂し、アメマス・ハナカジカ・ドジョウが生息する。河川幅の広い下流部はミゾソバ・ブタクサ・オオヨモギ等が見られる。

## 治水
石川は常盤川の河道変更・掘削に合わせ1960年（昭和45年）から1974年（昭和59年）にかけて、常盤川合流点から函館本線橋梁まで河川改修が実施された。だが宅地化の進行する上流部において1973年（昭和58年）9月に浸水被害が出たことから、下流部の改修終了翌年の1975年（昭和60年）より上流部の河川改修に着手している。石川都市基盤河川改修事業として周辺の区画整理事業に対応する形で行われ、流下能力の向上とともに両岸に階段工や散策路・ベンチが整備され、親水性の向上も図られている。当初の整備区間は石川3号橋までの1,373mの予定だった（なお現在この区間のみ両岸に歩道が整備されている）が、1997年（平成9年）に赤川石川線まで1,100m延長され現在も続けられている。支流の中野川についても1995年（平成7年）以降、赤川石川線までの2,050m区間について河川改修が進められている。

## 主な橋
- 石川一号橋
- 石川二号橋
- JR函館本線橋梁
- 石川橋 - 国道5号（大沼国道）
- 石昭橋 - 北海道道100号函館上磯線
- 新石川橋 - 国道5号（函館新道）
- 石川3号橋 - 美原石川線
- 寿橋

## 参考資料
- 常盤川水系河川整備基本方針（北海道）